# Henryk Tomasik
Henryk Marian Tomasik (ur. 4 stycznia 1946 w Łukowie) – polski duchowny rzymskokatolicki, doktor nauk filozoficznych, biskup pomocniczy siedlecki w latach 1993–2009, biskup diecezjalny radomski w latach 2009–2021, od 2021 biskup senior diecezji radomskiej.

## Życiorys
Urodził się 4 stycznia 1946 w Łukowie. Uczył się w Państwowym Liceum Ogólnokształcącym w Łukowie, gdzie w 1963 zdał egzamin dojrzałości. W latach 1963–1969 studiował w Wyższym Seminarium Duchownym im. Benedykta XV w Siedlcach. W międzyczasie, wskutek represji władz komunistycznych wobec Kościoła, został wcielony do Jednostki Zmotoryzowanej w Kołobrzegu, gdzie stacjonował razem ze Sławojem Leszkiem Głódziem. Z powodu problemów zdrowotnych powrócił do seminarium po złożeniu przysięgi wojskowej. Święceń prezbiteratu udzielił mu 31 maja 1969 w katedrze w Siedlcach biskup diecezjalny siedlecki Jan Mazur. W 1971 rozpoczął studia specjalistyczne w zakresie etyki na Wydziale Filozofii Katolickiego Uniwersytetu Lubelskiego. W 1974 uzyskał magisterium. Od 1980 kontynuował studia w Lublinie, które w 1984 na podstawie dysertacji Osoba jako byt i norma w filozofii kard. Karola Wojtyły ukończył z doktoratem z nauk filozoficznych w dziedzinie filozofii teoretycznej.
W latach 1969–1971 pracował jako wikariusz w parafii Radoryż Kościelny. Był współzałożycielem i pierwszym kapelanem działającego od 1981 Klubu Inteligencji Katolickiej w Siedlcach. Organizował w Siedlcach Dni Kultury Chrześcijańskiej. Był współorganizatorem Podlaskiej Pielgrzymki na Jasną Górę, odbywającej się od 1981. Działał w niej jako kierownik, a od 1983 prowadził w niej grupę akademicką. Pracował jako siedlecki korespondent Biura Prasowego Episkopatu Polski, kierownik działu religijnego w prasie lokalnej w Siedlcach i asystent kościelny pisma „Nowe Echo Podlasia”. Został członkiem diecezjalnej rady kapłańskiej. W 1988 z nominacji prymasa Józefa Glempa został cenzorem pism sługi Bożego księdza Ignacego Kłopotowskiego. W 1989 został członkiem Komisji Episkopatu Polski ds. Duszpasterstwa Akademickiego. W 1989 została mu przyznana godność kanonika honorowego, a w 1992 kanonika gremialnego Kapituły Katedralnej Siedleckiej.
W 1974 został wykładowcą w Wyższym Seminarium Duchownym w Siedlcach, gdzie prowadził wykłady z etyki, teodycei, filozofii religii, antropologii, psychologii i katolickiej nauki społecznej. Jednocześnie prowadził dla studentów konwersatoria oraz spotkania modlitewne i biblijne. We wrześniu 1975 został mianowany duszpasterzem akademickim. W latach 1978–1980 i 1982–1992 pełnił funkcję diecezjalnego duszpasterza akademickiego.
21 listopada 1992 papież Jan Paweł II mianował go biskupem pomocniczym diecezji siedleckiej ze stolicą tytularną Fornos Minore. Święcenia biskupie otrzymał 6 stycznia 1993 w bazylice św. Piotra w Rzymie. Udzielił mu ich Jan Paweł II z towarzyszeniem arcybiskupa Giovanniego Battisty Re, substytuta ds. Ogólnych Sekretariatu Stanu, i arcybiskupa Justina Francisa Rigalego, sekretarza Kongregacji ds. Biskupów. Jako dewizę biskupią przyjął słowa „Adveniat Regnum Tuum” (Przyjdź Królestwo Twoje), zaczerpnięte z modlitwy Ojcze nasz. Działalność biskupią w diecezji siedleckiej rozpoczął oficjalnie 19 stycznia 1993, kiedy to objął funkcję wikariusza generalnego. W latach 1993–1996 był dyrektorem Diecezjalnego Kolegium Teologicznego w Siedlcach. Pracował w Wydziale Nauki Katolickiej, był członkiem Komisji Diecezjalnego Funduszu Interwencyjnego, a także Sekretariatu II Synodu Diecezjalnego. Brał udział w pracach procesu beatyfikacyjnego Wincentego Lewoniuka i 12 towarzyszy z Pratulina. Należał do grupy organizującej wizytę Jana Pawła II w Siedlcach w trakcie podróży apostolskiej do Polski w 1999. W 1994 został mianowany prepozytem Kapituły Katedralnej Siedleckiej.
16 października 2009 papież Benedykt XVI mianował go biskupem diecezjalnym diecezji radomskiej. Kanonicznie objął diecezję 12 listopada 2009, natomiast dwa dni później odbył ingres do katedry Opieki Najświętszej Maryi Panny w Radomiu. W 2010 ustanowił Diecezjalny Zespół Wdrażania Programów Pomocowych. W 2012 wznowił prace II Synodu Diecezji Radomskiej, a także powołał diecezjalną radę duszpasterską. Na jego prośbę w 2012 Stolica Apostolska ustanowiła św. Bartłomieja patronem powiatu opoczyńskiego. Zainicjował wznowienie Apeli Młodych, odbywających się rokrocznie we wrześniu w Radomiu, a także odczytywanie w kościołach diecezji katechez liturgicznych mających na celu zwiększenie świadomości liturgicznej wiernych. 4 stycznia 2021 papież Franciszek przyjął jego rezygnację z obowiązków biskupa diecezjalnego radomskiego. Do czasu objęcia diecezji przez jego następcę, Marka Solarczyka, które nastąpiło 8 stycznia 2021, pełnił funkcję administratora diecezji.
W ramach Konferencji Episkopatu Polski został delegatem ds. Światowych Dni Młodzieży (od 1995), krajowym duszpasterzem młodzieży i duszpasterzem ds. duszpasterstwa młodzieży (1998–2015), delegatem ds. Katolickiego Stowarzyszenia Młodzieży (od 2004). Objął funkcję przewodniczącego Rady ds. Duszpasterstwa Młodzieży (od 2007). Wszedł w skład Komisji Wychowania Katolickiego (od 2001), Komisji Duszpasterstwa (od 2001), Rady ds. Migracji, Turystyki i Pielgrzymek (od 2001), Rady ds. Rodziny (od 2006). Pracował również w Komisji ds. Polonii i Polaków za Granicą.
W związku z pełnieniem funkcji delegata ds. Światowych Dni Młodzieży nawiązał współpracę z Papieską Radą ds. Świeckich i lokalnymi komitetami organizacyjnymi spotkania. Uczestniczył w nich, głosząc katechezy dla młodzieży. Organizował również spotkania duszpasterzy, odbywające się w ramach Krajowego Forum Duszpasterstwa Młodzieży.
Był współkonsekratorem podczas sakr biskupów pomocniczych siedleckich – Piotra Sawczuka (2013) i Grzegorza Suchodolskiego (2020), a także biskupa pomocniczego radomskiego Piotra Turzyńskiego (2015).
Według doniesień medialnych Stolica Apostolska uznała go za winnego zaniedbań w prowadzeniu sprawy o nadużycia seksualne podległego mu duchownego na szkodę osób małoletnich i zarządziła wobec niego trzyletni zakaz uczestnictwa w publicznych celebracjach na terenie diecezji radomskiej i nakaz wpłaty darowizny na rzecz Fundacji św. Józefa.

## Odznaczenia i wyróżnienia
Postanowieniem prezydenta RP Lecha Kaczyńskiego z 23 marca 2009 został odznaczony Krzyżem Kawalerskim Orderu Odrodzenia Polski.
W 2018 nadano mu medal Bene Merenti Civitas Radomiensis, a w 2015 otrzymał tytuł doktora honoris causa Uniwersytetu Przyrodniczo-Humanistycznego w Siedlcach.
W 2014 został włączony do konfraterni zakonu paulinów.